# 浜の駅松川浦
浜の駅松川浦（はまのえきまつかわうら）は、福島県相馬市尾浜にある直売施設。正式名称は「相馬復興市民市場（浜の駅松川浦）」である。

## 概要
東日本大震災による津波で大規模な被害を受けた水産物直売所に代わる新たな施設として、相馬市沿岸部の相馬市ポートセンター跡地に整備された。
店内では、相馬市内のみならず、近隣の南相馬市・新地町・飯舘村などの相馬地方の生産者や加工業者、仲買が持ち込んだ魚介類や加工品、農産物や特産品を販売している。また、海鮮食堂「浜の台所くぁせっと」も併設し、地元食材を中心としたメニューを提供している。
大規模小売店経営者、水産加工会社、旅館業者、水産仲買業者、卸売業者、漁業者を含めて官民合同で設立された「相馬市民市場株式会社」が指定管理者となっている。
2024年（令和6年）10月、相馬港が「みなとオアシス」制度の登録を受け（みなとオアシスそうま港）、浜の駅松川浦はその代表施設となっている。2025年（令和6年）4月19日、増築して床面積が1.4倍となりリニューアルオープンした。

## アクセス
- 住所：福島県相馬市尾浜字追川196

## 営業時間
- 売場　9:00～18:00
- 食堂　11:00～15:00
- 定休日　１月１日、2日

## 周辺
- 原釜尾浜海水浴場
- 相馬市伝承鎮魂祈念館
- 松川浦
- 松川浦大橋
- 大洲海岸
- 相馬港
- 鵜ノ尾岬・鵜ノ尾埼灯台